# Kalambo (Distrikt)
Kalambo ist der südlichste der drei Distrikte der Region Rukwa in Tansania mit dem Verwaltungszentrum in Matai. Der Distrikt grenzt im Norden an den Distrikt Nkasi, Im Nordosten an den Distrikt Sumbawanga, im Osten an die Region Mbeya und im Süden und Westen an die Distrikt Senga Hill und Mbala in Sambia, wobei die Grenze im Westen durch den Tanganjikasee verläuft. 

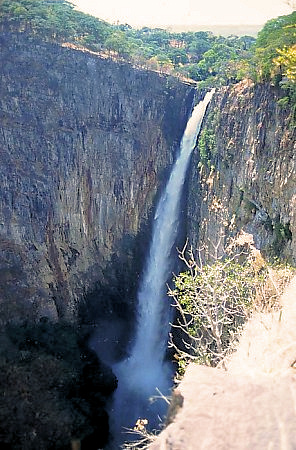
Kalambo Wasserfall

## Geographie
Der Distrikt hat eine Größe von 4715 Quadratkilometer und 316.783 Einwohner (Volkszählung 2022). Er liegt im westlichen Teil des ostafrikanischen Grabens in einer Höhe von 750 bis 1200 Meter über dem Meer. Das Land besteht aus dem Küstenstreifen am Tanganjikasee und dem Ufipa-Plateau. Dieses ist geprägt durch Miombo-Wälder und offenes Grasland. Im Süden steigen die höchsten Erhebungen auf 2220 Meter an. Der größte Fluss ist der Kalambo, der auch die Grenze zu Sambia bildet und in den Tanganjikasee mündet.
Das Klima ist warm und gemäßigt, Cwb nach der effektiven Klimaklassifikation. Die Niederschläge von etwa 1000 Millimeter im Jahr fallen größtenteils in der Regenzeit von November bis April, vor allem die Monate Juni bis September sind sehr trocken. Die Jahresdurchschnittstemperatur beträgt 19,4 Grad Celsius, am kühlsten ist es in den Monaten Juni und Juli, am wärmsten im Oktober.

## Geschichte
Der Name des Distrikts kommt vom Fluss Kalambo. Der Distrikt wurde im Jahr 2012 vom Distrikt Sumbawanga abgespalten.

## Verwaltungsgliederung
Der Distrikt besteht aus einem Council, den fünf Divisionen Matai, Kasanga, Mwimbi, Nkoswe und Mwazye sowie aus 23 Bezirken (Wards):
- Kanyezi
- Kasanga
- Katazi
- Katete
- Kilesha
- Kisumbe
- Legezamwendo
- Lyowa
- Mambwe Nkoswe
- Mambwekenya
- Matai
- Mbuluma
- Mkali
- Mkowe
- Mnamba
- Mpombwe
- Msanzi
- Mwazye
- Mwimbi
- Samazi
- Sopa
- Sundu
- Ulumi

## Bevölkerung
Die Bevölkerung gehört großteils zur Bantu sprechenden Ethnie der Fipa. Die Einwohnerzahl sank von 212.078 im Jahr 2002 auf 207.700 im Jahr 2012. Von den über Fünfjährigen sprach die Hälfte Swahili, sieben Prozent sprachen Swahili und Englisch. Über vierzig Prozent waren Analphabeten (Stand 2012). Im Jahr 2022 lebten 316.783 Menschen in 69.225 Haushalten.

## Einrichtungen und Dienstleistungen
- Bildung: Rund 60.000 Schüler besuchten 98 Grundschulen. In 19 weiterführenden Schulen wurden 5050 Jugendliche unterrichtet, fünfzehn dieser Schulen waren staatlich und vier privat (Stand 2019).[11]
- Gesundheit: Für die medizinische Betreuung der Bevölkerung standen vier Gesundheitszentren und 61 Apotheken zur Verfügung.[11] Die häufigsten Krankheiten waren Malaria, HIV, Bluthochdruck, Diabetes, Tuberkulose und Lungenentzündung. Die Aids-Fälle nahmen von 2,4 Prozent im Jahr 2015 auf 1,6 Prozent im Jahr 2016 ab.[12]

| - Landwirtschaft: Der wichtigste Wirtschaftszweig ist die Landwirtschaft. 38,6 Prozent der Landesfläche werden für die Landwirtschaft genutzt. Im Jahr 2012 beschäftigten sich 37.011 von den 41.697 Haushalten mit Ackerbau, 25.310 hielten auch Nutztiere. Die am häufigsten gehaltenen Nutztiere waren Geflügel und Rinder. - Fischerei: Fischerei findet am Tanganjikasee statt. Hier leben auch 250 Arten von Buntbarschen, von denen viele wegen ihrer Farbenpracht exportiert und in Aquarien gehalten werden. - Straßen: Die wichtigste Straßenverbindung ist die Nationalstraße von der Regionshauptstadt Sumbawanga nach Sambia, die den Distrikt von Norden nach Süden durchquert. | Hier fehlt eine Grafik, die leider im Moment aus technischen Gründen nicht angezeigt werden kann. Wir arbeiten daran! |

## Wirtschaft und Infrastruktur

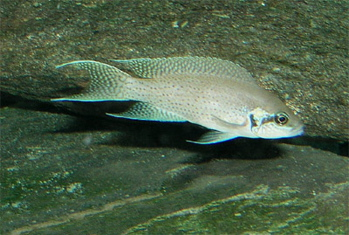
Neolamprologus brichardi, ein Buntbarsch aus dem Tanganjikasee

## Naturschutzgebiete, Sehenswürdigkeiten
- Tanganjikasee: Im Westen hat Kalambo Anteil am zweitgrößten See Afrikas. Er ist 660 Kilometer lang und mit 1436 Meter auch der zweittiefste See der Erde.[18]
- Kalambo-Fälle: Dieser 221 Meter hohe Wasserfall an der Grenze zu Sambia ist der zweithöchste Wasserfall Afrikas und einer der höchsten Wasserfälle der Erde.[19]